# Louis Leakey
Louis Seymour Bazett Leakey (7 de agosto de 1903 - 1 de outubro de 1972) foi um paleoantropólogo e arqueólogo queniano-britânico cujo trabalho foi importante para demonstrar que os humanos evoluíram na África, particularmente por meio de descobertas feitas em Olduvai Gorge com sua esposa, a colega paleoantropóloga Mary Leakey. Tendo estabelecido um programa de investigação paleoantropológica na África oriental, ele também motivou muitas gerações futuras a continuar este trabalho académico. Vários membros da família Leakey tornaram-se estudiosos proeminentes.
Outro legado de Leakey decorre de seu papel na promoção da pesquisa de campo de primatas nos seus habitats naturais, que ele considerava fundamental para a compreensão da evolução da espécie humana. Ele concentrou-se pessoalmente em três pesquisadoras, Jane Goodall, Dian Fossey e Birutė Galdikas, chamando-as de "As Trimates". Cada uma delas tornou-se numa importante estudiosa no campo da primatologia. Leakey também incentivou e apoiou muitos outros candidatos ao doutoramento, principalmente da Universidade de Cambridge. Além disso, Leakey desempenhou um papel na criação de organizações para futuras pesquisas em África e na protecção da vida selvagem nesse país.

## Vida
Os pais de Louis, Harry (1868–1940) e Mary (May) Bazett Leakey (falecida em 1948), eram missionários da Igreja da Inglaterra na África Oriental Britânica (hoje Quénia). Harry era filho de James Shirley Leakey (1824–1871), um dos onze filhos do pintor de retratos James Leakey. Harry Leakey foi designado para um posto estabelecido na Sociedade Missionária da Igreja entre os Kikuyu em Kabete, nas terras altas ao norte de Nairóbi. A estação consistia, naquela época, numa cabana e duas tendas. A primeira casa de Louis tinha piso de terra, telhado de palha com goteiras, roedores e insetos, e nenhum sistema de aquecimento, exceto braseiros a carvão. As instalações melhoraram lentamente ao longo do tempo. A missão, um centro de atividades, montou uma clínica numa das tendas e, mais tarde, uma escola para meninas. Harry estava a trabalhar na tradução da Bíblia para a língua Gikuyu. Teve uma carreira destacada no CMS, tornando-se cónego da emissora.
Louis tinha um irmão mais novo, Douglas, e duas irmãs mais velhas, Gladys e Julia. As irmãs casaram-se com missionários: Gladys casou-se com Leonard Beecher, Bispo Anglicano de Mombaça e depois Arcebispo da África Oriental de 1960 a 1970; Julia casou-se com Lawrence Barham, o segundo bispo de Ruanda e Burundi, de 1964 a 1966; o seu filho Ken Barham foi mais tarde bispo de Cyangugu em Ruanda.
A família Leakey passou a incluir Miss Oakes (governanta), Miss Higgenbotham (outra missionária) e Mariamu (enfermeira Kikuyu). Louis cresceu, brincou e aprendeu a caçar com os nativos Kikuyus. Ele também aprendeu a andar com o andar característico dos Kikuyu e a falar a sua língua fluentemente, assim como os seus irmãos. Ele foi iniciado no grupo étnico Kikuyu, acontecimento do qual nunca falou, pois jurou segredo.
Louis solicitou e recebeu permissão para construir e mudar-se para uma cabana, estilo Kikuyu, ao fundo do jardim. Era o lar da sua coleção pessoal de objetos naturais, como ovos e crânios de pássaros. Todas as crianças desenvolveram um grande interesse e apreciação pelo ambiente natural imaculado em que se encontravam. Eles criaram filhotes e depois entregaram-nos a zoológicos. Louis leu um livro, que lhe havia sido oferecido, Days Before History, de H. R. Hall (1907), uma obra de ficção juvenil que ilustra a pré-história da Grã-Bretanha. Começou a colecionar ferramentas e foi ainda incentivado nesta atividade por um modelo, Arthur Loveridge, o primeiro curador (1914) do Museu de História Natural de Nairobi, o antecessor do Museu Coryndon. Esse interesse pode tê-lo predisposto a seguir carreira em arqueologia. O seu pai também foi um modelo: Canon Leakey foi cofundador da África Oriental e da Sociedade de História Natural de Uganda.
Nem Harry nem May eram de constituição forte. De 1904 a 1906, toda a família viveu na casa da mãe de May em Reading, Berkshire, na Inglaterra, enquanto Harry se recuperava da neurastenia, e novamente em 1911-1913, enquanto May se recuperava de fragilidade e exaustão geral. Durante a última estadia, Harry comprou uma casa em Boscombe, Hampshire.

## Educação

### Universidade de Cambridge
Na Grã-Bretanha, as crianças Leakey frequentaram a escola primária; na África, eles tinham um tutor. A família passou a Primeira Guerra Mundial na África. Quando as rotas marítimas reabertas em 1919, eles retornaram para Boscombe, e Louis foi enviado para o Weymouth College, uma escola particular para meninos, quando tinha 16 anos. Durante os três anos que esteve lá, ele não se saiu bem e reclamou de trotes e regras que considerava uma violação à sua liberdade. Aconselhado por um professor a procurar emprego num banco, ele conseguiu a ajuda de um professor de inglês para se inscrever no St John's College, em Cambridge.
Ele recebeu uma bolsa de estudos pelas notas altas nos exames de admissão. Louis matriculou-se na Universidade de Cambridge, alma mater do seu pai, em 1922, com a intenção de se tornar um missionário na África Oriental Britânica.
Ele frequentemente contava uma história sobre os seus exames finais. Quando chegou à Grã-Bretanha, notificou o registo de que era fluente em suaíli. Quando chegou às provas finais, pediu para ser examinado neste idioma e as autoridades concordaram. Então, um dia, ele recebeu duas cartas. Uma instruia-o a apresentar-se em determinado horário e local para um exame oral em suaíli, a outra perguntava se, no mesmo horário e local, ele examinaria um candidato em suaíli.

### Pesquisa arqueológica e paleontológica
Em 1922, os britânicos receberam a África Oriental Alemã como parte do acordo de resolução da Primeira Guerra Mundial. Dentro do Território de Tanganica, os alemães descobriram um local rico em fósseis de dinossauros, Tendaguru. Louis foi informado por C. W. Hobley, um amigo da família, que o Museu Britânico de História Natural iria enviar uma expedição de caça a fósseis liderada por William E. Cutler ao local. Louis inscreveu-se e foi contratado para localizar o local e gerenciar os detalhes administrativos. Em 1924 partiram para África. Eles nunca encontraram um esqueleto completo de dinossauro, e Louis foi chamado de volta do local por Cambridge, em 1925.
Louis mudou o seu foco para a antropologia e encontrou um novo mentor em Alfred Cort Haddon, chefe do departamento de Cambridge. Em 1926, Louis se formou com "duplo primeiro", ou altas honras, em antropologia e arqueologia. Ele havia usado algumas de suas qualificações preexistentes; por exemplo, o kikuyu foi oferecido e aceito como a segunda língua moderna na qual ele deveria ser proficiente, embora ninguém pudesse testá-lo. A universidade aceitou uma declaração juramentada de um chefe Kikuyu assinada com uma impressão digital.
A partir de 1925, Louis deu palestras e escreveu sobre temas arqueológicos e paleontológicos africanos. Ao se formar, ele era uma figura tão respeitada que Cambridge o enviou à África Oriental para estudar os humanos africanos pré-históricos. Ele escavou dezenas de sítios, realizando pela primeira vez um estudo sistemático dos artefatos. Alguns de seus nomes para culturas arqueológicas ainda estão em uso; por exemplo, o Elmenteitano.[9]

### Bolsa de pesquisa
Em 1927, Louis recebeu a visita de duas mulheres que estavam a passar férias num local chamado Gamble's Cave, perto do Lago Elmenteita, uma das quais era Frida Avern (1902–1993). Avern fez alguns cursos de arqueologia. Louis e Frida iniciaram um relacionamento, que continuou após o seu retorno a Cambridge. Em 1928, casaram-se e continuaram a trabalhar perto do Lago Elmenteita. Os achados da Caverna de Gamble foram doados por Leakey ao Museu Britânico em 1931. Naquela época ele descobriu o sítio acheuliano de Kariandusi, que escavou em 1928.
Com base no seu trabalho lá, ele obteve uma bolsa de pesquisa de pós-graduação no St. John's College e retornou a Cambridge em 1929 para classificar e preparar as descobertas de Elmenteita. Seu patrono e mentor em Cambridge era agora Arthur Keith. Ao limpar dois esqueletos que encontrou, ele notou uma semelhança com um encontrado no desfiladeiro de Olduvai pelo professor Hans Reck, um cidadão alemão, que Louis conheceu em 1925 na Alemanha, enquanto trabalhava para Keith.
A geologia de Olduvai era conhecida. Em 1913, Reck retirou um esqueleto do leito II na parede do desfiladeiro. Ele argumentou que deveria ter a data do leito, que se acreditava ser de 600 mil anos, em meados do Pleistoceno. As primeiras datas da evolução humana não eram amplamente aceitas pelo público em geral na época. Reck envolveu-se num alvoroço na mídia. Ele foi impedido de voltar para resolver a questão pela guerra e depois pelos termos da transferência de Tanganica da Alemanha para a Grã-Bretanha. Em 1929, Louis visitou Berlim para conversar com o agora cético Reck. Observando uma ferramenta acheuliana na coleção de artefatos de Reck de Olduvai, ele apostou que poderia encontrar ferramentas de pedra antigas em Olduvai em 24 horas.
Louis completou o seu doutoramento em 1930, aos 27 anos. A sua primeira filha, uma menina chamada Priscilla Muthoni Leakey, nasceu em 1931. As suas dores de cabeça e epilepsia retornaram, sendo-lhe prescrito Luminal, que tomou pelo resto da vida.

## Anos menos bons

### Defesa de Reck
Em novembro de 1931, Louis liderou uma expedição a Olduvai cujos membros incluíam Reck, a quem Louis permitiu entrar primeiro no desfiladeiro. Leakey apostou com Reck que Leakey encontraria ferramentas acheulianas nas primeiras 24 horas, o que ele fez. Estes verificaram a procedência da descoberta de 1913, agora chamada de Homem de Olduvai. Fósseis e ferramentas não humanóides foram extraídos do solo em grande número. Frida demorou a juntar-se ao marido e ficou menos entusiasmada com ele em nome de Priscilla. Ela finalmente chegou, entretanto, e Louis colocou-a a trabalhar. O site de Frida tornou-se FLK, para Frida Leakey's Karongo ("ravina").
De volta a Cambridge, os céticos não ficaram impressionados. Para encontrar evidências da antiguidade do Homem Olduvai de Reck, Louis retornou à África, escavando em Kanam e Kanjera. Ele encontrou facilmente mais fósseis, que chamou de Homo kanamensis. Enquanto ele estava fora, a oposição elaborou algumas “evidências” da intrusão do Homem de Olduvai numa camada anterior, evidência que parecia convincente na altura, mas que está em falta e é inverificável agora. No seu regresso, as descobertas de Louis foram cuidadosamente examinadas por um comité de 26 cientistas e foram provisoriamente aceites como válidas.

### Escândalo
Após o casamento em 1928, Louis e Frida viveram em Foxton, perto de Cambridge. Em novembro de 1932, Frida usou uma herança para comprar uma grande casa de tijolos em Girton, que a família chamou de "The Close".
No ano seguinte, Frida estava grávida, e sofria de enjoos matinais a maior parte do tempo, o que não a permitia trabalhar nas ilustrações do segundo livro de Louis, Adam's Ancestors. Num jantar oferecido em sua homenagem, após uma palestra sua no Royal Anthropological Institute, Gertrude Caton-Thompson apresentou a sua própria ilustradora, Mary Nicol, de 20 anos. Louis convenceu Mary a assumir a ilustração do seu livro e, alguns meses depois, o companheirismo transformou-se num caso. Frida deu à luz Colin em dezembro de 1933, e no mês seguinte Louis deixou-a, e ao seu filho recém-nascido. Ela só pediria o divórcio em 1936.
Um painel em Cambridge investigou a sua moral. Os subsídios acabaram, mas a sua mãe arrecadou dinheiro suficiente para outra expedição a Olduvai, Kanam e Kanjera, as duas últimas no Golfo de Winam. O seu trabalho anterior foi questionado por P. G. H. Boswell, a quem ele convidou para verificar os locais por si mesmo. Chegando a Kanam e Kanjera em 1935, eles descobriram que os marcadores de ferro que Louis havia usado para marcar os locais tinham sido removidos pela tribo Luo para serem usados como arpões e os locais não podiam agora ser localizados. Para piorar a situação, todas as fotos que Louis tirou foram arruinadas por um vazamento de luz na câmera. Depois de uma busca irritante e infrutífera de dois meses, Boswell partiu para a Inglaterra, prometendo, percebeu Louis, não publicar uma palavra até que Louis retornasse.
Boswell decidiu imediatamente publicar tantas palavras quanto pudesse, começando com uma carta na Nature, datada de 9 de março de 1935, destruindo as datas dos fósseis de Reck e Louis e questionando a competência de Louis. Apesar das buscas pelos marcadores de ferro, Boswell afirmou que "a expedição anterior (de 1931-32) não marcou as localidades no terreno nem registrou os locais em um mapa." Num relatório de campo de março de 1935, Louis acusou Boswell de voltar atrás com a sua palavra, mas Boswell afirmou que não tinha feito tal promessa e, agora tendo a opinião pública ao seu lado, alertou Louis para retirar a reivindicação. Louis não só foi forçado a retirar a acusação do seu relatório final de campo, em junho de 1935, mas também a retirar o seu apoio a Reck. Louis estava acabado em Cambridge. Até mesmo os seus mentores se voltaram contra ele.

### Em África
Encontrando Maria na África, ele seguiu para Olduvai com um pequeno grupo. Os pais de Louis continuaram a insistir que ele voltasse para Frida e que pagariam por todos na festa, menos Mary. Mary juntou-se a ele apesar do estigma, mas a sua habilidade e competência acabaram por conquistar os outros participantes. Louis e os seus associados prepararam o trabalho de base para futuras escavações em Olduvai, descobrindo dezenas de locais para uma ampla amostragem, como era o seu método. Eles receberam nomeados em homenagem à escavadeira: SHK (karongo de Sam Howard), BK (Karongo de Peter Bell), SWK (Karongo de Sam White), MNK (Karongo de Mary Nicol). Louis e Mary conduziram uma clínica temporária para os Maasai, fizeram investigações preliminares sobre Laetoli e terminaram estudando as pinturas rupestres na região de Kisese/Cheke.

### Regresso a Inglaterra
Louis e Mary retornaram à Inglaterra em 1935 sem empregos ou qualquer lugar para ficar, exceto o apartamento da mãe de Mary. Eles alugaram Steen Cottage em Great Munden. Este alojamento ficava em Hertfordshire e tinha um nome incomum que Louis, com o seu sentido de humor, anotou na sua autobiografia, Memoirs, Capítulo 5, como "a vila de Nasty". Eles viviam sem aquecimento, eletricidade ou canalização, tendo que ir buscar água a um poço e escrever com candeeiros a óleo. Eles viveram na pobreza durante 18 meses, visitados inicialmente apenas pelos parentes de Mary. Louis fez jardinagem para subsistência e exercício e melhorou a casa e o terreno. Ele apelou finalmente à Royal Society, que cedeu com uma pequena doação para continuar a trabalhar na sua coleção.

## Na África Oriental Britânica

### Regresso à África Oriental Britânica
Louis já se tinha envolvido nos assuntos tribais Kikuyu em 1928, posicionando-se contra a mutilação genital feminina. Certa noite, ele teve uma discussão aos gritos em Kikuyu com Jomo Kenyatta, mais tarde presidente do Quénia, que estava a dar uma palestra sobre o assunto. R. Copeland, de Oxford, recomendou que ele solicitasse ao Rhodes Trust uma bolsa para escrever um estudo sobre os Kikuyu, e ela foi concedida no final de 1936, juntamente com um salário de dois anos. Em janeiro de 1937, os Leakey viajaram para o Quénia. Colin não veria o seu pai por 20 anos.
Louis regressou a Kiambaa, perto de Nairobi, e convenceu o Chefe Koinange, que designou um comité de chefes, a ajudá-lo a descrever os Kikuyu como eles eram. Mary escavou na Caverna da Cachoeira. Ela adoeceu com pneumonia dupla e esteve à beira da morte durante duas semanas no hospital em Nairobi, período durante o qual a sua mãe foi chamada. Contrariando as expectativas, ela recuperou e iniciou outra escavação na Colina Hyrax e depois na Caverna do Rio Njoro. Louis obteve uma extensão da sua bolsa, que usou parcialmente para a caça de fósseis. As descobertas de Leakey começaram a aparecer novamente nos jornais.
As tensões entre os Kikuyu e os colonos aumentaram de forma alarmante. Na sua obra Kenya: Contrasts and Problems, ele irritou os colonos ao proclamar que o Quénia nunca poderia ser um “país do homem branco”.

### Polícia de Fósseis
O governo ofereceu a Louis trabalho como policia na Unidade de Inteligência, que ele aceitou. Ele viajou pelo país como vendedor ambulante, fazendo reportagens sobre a palestra. Em Setembro de 1939, quando a Grã-Bretanha entrou em guerra, o governo queniano convocou Louis para o seu serviço de inteligência africano. Além de algumas trapalhadas, durante as quais ele e alguns colonos se perseguiram como possíveis sabotadores da ponte ferroviária de Sagana, a sua primeira tarefa foi fornecer e armar guerrilheiros etíopes contra os invasores italianos do seu país. Ele criou uma rede clandestina usando seus amigos de infância entre os Kikuyu. Eles também caçavam fósseis às escondidas.
Louis conduziu interrogatórios, analisou caligrafia, escreveu programas de rádio e realizou investigações policiais regulares. Ele adorava qualquer tipo de bom mistério. A liderança branca dos King's African Rifles usou-o extensivamente para esclarecer muitos mistérios culturais; por exemplo, ele ajudou um oficial a remover uma maldição que ele inadvertidamente lançou sobre os seus homens.
Mary continuou a encontrar e escavar locais. Em 1940, nasceu o seu filho Jonathan Leakey. Ela trabalhou no Coryndon Memorial Museum, mais tarde chamado de Museu Nacional do Quénia, onde Louis se juntou a ela como curador honorário não remunerado em 1941. A vida deles foi uma mistura de trabalho policial e arqueologia. Eles investigaram a Ilha Rusinga e Olorgesailie. Neste último local, foram assistidos por uma equipa de peritos italianos recrutados entre os prisioneiros de guerra e em liberdade condicional para o efeito.
Em 1942, a ameaça italiana terminou, mas os japoneses começaram a fazer reconhecimento com vista ao desembarque em força. Louis envolveu-se no trabalho de contra-espionagem, que executou com entusiasmo e imaginação. No mesmo ano nasceu a sua filha Deborah, que faleceu aos três meses de idade. Eles moravam numa casa em ruínas e infestada de insetos em Nairóbi, fornecida pelo museu. Jonathan foi atacado por formigas-correição no seu berço.

### A sorte bate à porta
Em 1944 nasceu Richard Leakey. Em 1945, a renda da família proveniente do trabalho policial praticamente desapareceu. A essa altura, Louis estava a receber muitas ofertas de emprego, mas optou por permanecer no Quénia como curador do Museu Coryndon, com um salário anual e uma casa, mas, mais importante, para continuar a pesquisa paleoantropológica.
Em janeiro de 1947, Louis conduziu o primeiro Congresso Pan-Africano de Pré-história em Nairobi. Sessenta cientistas de 26 países compareceram, entregando artigos e visitando os locais de Leakey. A conferência restaurou Louis ao mundo científico e fez dele uma figura importante. Com o dinheiro que agora entrava, Louis empreendeu as famosas expedições de 1948 e além na Ilha Rusinga, no Lago Vitória, onde Mary descobriu o fóssil de Procônsul mais completo até então.
Charles Watson Boise doou dinheiro para um barco ser usado no transporte no Lago Vitória, The Miocene Lady. O seu capitão, Hassan Salimu, entregaria mais tarde Jane Goodall a Gombe. Philip Leakey nasceu em 1949. Em 1950, Louis recebeu um doutoramento honorário da Universidade de Oxford.

### Assuntos Quenianos
Enquanto os Leakey estavam no Lago Vitória, os Kikuyu atacaram os colonos europeus das terras altas do Quénia, que pareciam estar em vantagem e insistiam num governo "branco" de uma África "branca". Em 1949, os Kikuyu formaram uma sociedade secreta, a Mau Mau, que atacou os colonos, especialmente os Kikuyu leais.
Louis tentou alertar Sir Philip Mitchell, governador da colónia, que reuniões noturnas e juramentos forçados não eram costumes Kikuyu e pressagiavam violência, mas foi ignorado. Ele viu-se afastado da antropologia para investigar os Mau Mau. Durante este período, a sua vida foi ameaçada e a sua cabeça foi posta a prémio. Os Leakeys começaram a embrulhar pistolas, chamadas de "Vestido Nacional Europeu". O governo colocou-o sob guarda 24 horas por dia.
Em 1952, após um massacre Mau Mau de chefes pró-britânicos, o governo prendeu Jomo Kenyatta, presidente da União Africana do Quénia. Louis foi convocado para ser intérprete judicial, mas desistiu após uma acusação de erro de tradução por preconceito contra o réu. Ele voltou a pedido apenas para traduzir documentos. Devido à falta de provas que ligassem Kenyatta aos Mau Mau, embora condenado, não recebeu a pena de morte, mas foi condenado a vários anos de trabalhos forçados.
O governo trouxe tropas britânicas e formou uma guarda doméstica de 20.000 Kikuyu. Durante este tempo, Louis desempenhou um papel difícil e contraditório. Ele ficou do lado dos colonos, servindo como porta-voz e oficial de inteligência, ajudando a descobrir bandos de guerrilheiros. Por outro lado, ele continuou a defender os Kikuyu no seu livro de 1954, Derrotando Mau Mau, e em inúmeras palestras e artigos. Ele recomendou um governo multirracial, uma reforma agrária nas terras altas, um aumento salarial para os Kikuyu e muitas outras reformas, a maioria das quais acabou sendo adotada.
O governo percebeu então que a rebelião estava a ser dirigida a partir dos centros urbanos, instituiu a lei marcial e deteve os comités. Seguindo a sugestão de Louis, milhares de Kikuyu foram colocados em campos de reeducação e realojados em novas aldeias. A rebelião continuou a partir de bases sob o Monte Quénia até 1956, quando, privada da sua liderança e de abastecimentos, teve de se dispersar. O estado de emergência durou até 1960. Em 1963, o Quénia tornou-se independente, com Jomo Kenyatta como primeiro-ministro.

## Paleoantropologia

### Oldovai Gorge
A partir de 1951, Louis e Mary iniciaram pesquisas intensivas em Olduvai Gorge. Uma trincheira experimental no Leito II em BK em 1951 foi seguida por uma escavação mais extensa em 1952. Eles encontraram o que Louis chamou de "matadouro" de Oldowan, um antigo pântano onde os animais foram presos e massacrados. As escavações pararam em 1953, mas foram brevemente retomadas em 1955 com Jean Brown.
Em 1959, foram abertas as escavações no Leito I. Enquanto Louis estava doente no acampamento, Mary descobriu o crânio fossilizado OH 5 na FLK, Paranthropus boisei, famoso por ser identificado como "Zinjanthropus" ou "Zinj". A questão era se o fóssil pertencia a um género anterior descoberto por Robert Broom, Paranthropus, ou a um membro de um género diferente, ancestral dos humanos. Louis optou pelo Zinjanthropus, uma decisão contestada por Wilfrid Le Gros Clark, mas que atraiu a atenção de Melville Bell Grosvenor, presidente da National Geographic Society. Esse contacto resultou num artigo na National Geographic e numa grande doação para continuar o trabalho em Olduvai.
Em 1960, os geofísicos Jack Evernden e Garniss Curtis dataram o Camada I de 1,89 a 1,75 milhões de anos atrás, confirmando a grande antiguidade dos hominídeos fósseis na África.
Em 1960, Louis nomeou Mary como diretora de escavação em Olduvai. Ela trouxe uma equipa de assistentes Kamba, incluindo Kamoya Kimeu, que mais tarde descobriu muitos dos fósseis mais famosos da África Oriental. Em Olduvai, Mary montou o Acampamento 5 e começou a trabalhar com a sua própria equipa e associados.
No "Jonny's site", FLK-NN, Jonathan Leakey descobriu dois fragmentos de crânio sem a crista sagital do Australopithecine, que Mary conectou com o Telanthropus de Broom e Robinson. O problema era a sua contemporaneidade com o Zinjanthropus. Quando as fotos foram enviadas pelo correio, Le Gros Clark respondeu casualmente "Shades of Piltdown". Louis telegrafou para ele imediatamente e disse algumas palavras fortes sobre a sugestão de sua incompetência. Clark pediu desculpa.
Não muito tempo depois, em 1960, Louis, o seu filho Philip e Ray Pickering descobriram um fóssil que ele chamou de "Homem Chellean" (Olduvai Hominid 9), no contexto com ferramentas Oldowan. Após a reconstrução, Louis e Mary chamaram-no de "Pinhead". Posteriormente, foi identificado como Homo erectus, contemporâneo do Paranthropus com 1,4 milhão de anos.
Em 1961, Louis recebeu um salário e também uma bolsa da National Geographic Society e transferiu a diretoria interina de Coryndon para um subordinado. Com os mesmos fundamentos, criou o Centro de Pré-história e Paleontologia, transferiu para lá as suas coleções e nomeou-se diretor. Este era o seu novo centro de operações. Ele abriu outra escavação em Fort Ternan, no Lago Vitória. Pouco depois, Heselon descobriu Kenyapithecus Wickeri, em homenagem ao proprietário da propriedade. Louis prontamente comemorou com George Gaylord Simpson, que por acaso estava presente, a bordo do Miocene Lady com "Leakey Safari Specials", uma bebida feita de leite condensado e conhaque.
Em 1962, Louis estava de visita a Olduvai quando Ndibo Mbuika descobriu o primeiro dente do Homo habilis no MNK. Louis e Mary pensaram que era uma mulher e chamaram-na de Cinderela, ou Cindy. Phillip Tobias identificou Jonny's Child com ele e Raymond Dart surgiu com o nome Homo habilis a pedido de Louis, que Tobias traduziu como "faz-tudo".

### Calico Hills
Em 1959, Leakey, enquanto estava no Museu Britânico de História Natural em Londres, recebeu a visita de Ruth DeEtte Simpson, uma arqueóloga da Califórnia. Simpson adquiriu o que pareciam ser raspadores antigos num local em Calico Hills e mostrou-os a Leakey.
Em 1963, Leakey obteve fundos da National Geographic Society e iniciou escavações arqueológicas com Simpson. Escavações no local realizadas por Leakey e Simpson revelaram que eles localizaram artefactos de pedra datados de 100.000 anos ou mais, sugerindo uma presença humana na América do Norte muito antes do que outros haviam estimado.
O geólogo Vance Haynes fez três visitas ao local em 1973 e afirmou que os artefactos encontrados por Leakey eram geofatos formados naturalmente. De acordo com Haynes, os geofatos foram formados por pedras fraturadas num antigo rio no local.
Na sua autobiografia, Mary Leakey escreveu que, por causa do envolvimento de Louis com o sítio de Calico Hills, ela perdeu o respeito académico por ele e que o projeto de escavação de Calico foi "catastrófico para sua carreira profissional e foi em grande parte responsável pela separação de nossos caminhos".

## As Trimates
Um dos legados de Louis decorre do seu papel na promoção da pesquisa de campo de primatas nos seus habitats naturais, que ele entendia como chave para desvendar os mistérios da evolução da espécie humana. Ele escolheu pessoalmente três pesquisadoras, Jane Goodall, Dian Fossey e Birutė Galdikas, chamando-as de The Trimates. Cada um tornou-se num importante estudioso no campo da primatologia, mergulhando no estudo de chimpanzés, gorilas e orangotangos, respectivamente. Leakey também incentivou e apoiou muitos outros candidatos ao doutoramento, principalmente da Universidade de Cambridge. Louis acreditava que as mulheres eram melhores no estudo dos primatas do que os homens, como mostra o livro Primates.

## Últimos anos
Durante os seus últimos anos, Louis tornou-se famoso como palestrante no Reino Unido e nos Estados Unidos da América. Ele não escavou mais, pois sofria de artrite, razão pela qual fez uma prótese da anca em 1968. Ele arrecadou fundos e dirigiu a sua família e associados. No Quénia, ele foi facilitador de centenas de cientistas que exploravam o sistema Rift da África Oriental em busca de fósseis.
Em 1968, Louis recusou um doutoramento honorário da Universidade de Witwatersrand em Joanesburgo, principalmente por causa do Apartheid na África do Sul. Mary aceitou, e depois disso, eles levaram vidas profissionais separadas.
Nos últimos anos, a saúde de Louis começou a piorar. Ele teve os primeiros ataques cardíacos e passou seis meses no hospital. Uma empatia pela saúde uniu ele e Dian Fossey num breve romance, que ela acabou. Richard começou a assumir cada vez mais as responsabilidades do seu pai, às quais Louis resistiu, mas no final foi forçado a aceitar.

## Morte e legado
No dia 1 de outubro de 1972, Louis teve um ataque cardíaco no apartamento de Vanne Goodall em Londres, (mãe de Jane Goodall). Vanne ficou acordado a noite toda com ele no Hospital St. Stephen's e saiu às 9h. Ele morreu 30 minutos depois, aos 69 anos.
Mary queria cremar Louis e levar as cinzas de volta para Nairóbi. Richard interveio. O corpo de Louis foi levado para casa e enterrado em Limuru, perto dos túmulos dos seus pais.
Em negação, a família não realizou um memorial durante um ano. Quando Richard foi colocar uma pedra no túmulo, encontrou uma lá, cortesia da ex-secretária de Louis, Rosalie Osborn. A inscrição estava assinada com as letras ILYUA, "Eu sempre te amarei", que Rosalie costumava colocar nas suas cartas para ele. Richard deixou-o no lugar.

### Organizações proeminentes
- Em 1947, Leakey foi fundamental na organização do primeiro congresso da Associação Arqueológica Pan-Africana, realizado em Nairobi. De 1955 a 1959 foi o seu presidente.
- Em 1958, Leakey fundou o Centro de Pesquisa de Primatas Tigoni com Cynthia Booth, na sua fazenda no norte de Nairóbi. Mais tarde foi o Centro Nacional de Pesquisa de Primatas, atualmente Instituto de Pesquisa de Primatas, agora em Nairobi. Como o centro Tigoni, financiou Leakey's Angels.
- Em 1961, Leakey criou o Centro de Pré-história e Paleontologia nas mesmas bases do Museu Coryndon, nomeando-se diretor.
- Em 1968, Leakey ajudou na fundação da Fundação Leakey para garantir o legado do trabalho da sua vida no estudo das origens humanas. A Fundação Leakey existe hoje como o financiador número um da pesquisa sobre as origens humanas nos Estados Unidos.

### Membros da família conhecidos
Louis Leakey era casado com Mary Leakey, que fez a notável descoberta de pegadas fósseis em Laetoli. Encontrados preservados em cinzas vulcânicas na Tanzânia, são o registo mais antigo de marcha bípede.
Ele também é pai do paleoantropólogo Richard Leakey e do botânico Colin Leakey.
O primo de Louis, Nigel Gray Leakey, recebeu a Victoria Cross durante a Segunda Guerra Mundial.